# Любіня-Мала
Любіня-Мала (пол. Lubinia Mała, нім. Klein-Lieben) — село в Польщі, у гміні Жеркув Яроцинського повіту Великопольського воєводства.
Населення — 583 особи (2011).
У 1975-1998 роках село належало до Каліського воєводства.

## Демографія
Демографічна структура станом на 31 березня 2011 року:
|          | Загалом | Допрацездатний вік | Працездатний вік | Постпрацездатний вік |
| -------- | ------- | ------------------ | ---------------- | -------------------- |
| Чоловіки | 288     | 67                 | 195              | 26                   |
| Жінки    | 295     | 78                 | 162              | 55                   |
| Разом    | 583     | 145                | 357              | 81                   |